# BMW X5 (G05)
La BMW X5 (G05) est la quatrième génération du SUV BMW X5 disponible depuis novembre 2018. Pour le X5 M, la désignation interne est F95.

## Historique du modèle
Il a été présenté en juin 2018 dans les variantes X5 xDrive40i, X5 xDrive50i, X5 xDrive30d et X5 M50d, il a eu sa première officielle en salon au Mondial de l'Automobile de Paris en octobre 2018 et il est arrivé sur le marché en novembre 2018. En août 2018, un modèle hybride rechargeable a été présenté avec le X5 xDrive45e iPerformance. En mai 2019, la variante X5 M50i, qui a un extérieur similaire au X5 M50d, a été présentée, il est en production depuis août 2019. Près d'un an après sa présentation, la variante hybride rechargeable a été mise en vente début septembre 2019.
Lors du Salon de l'automobile de Francfort-sur-le-Main (IAA) 2019, le concept car d'un X5 avec une pile à combustible a été présenté sous le nom de i Hydrogen Next.
Au Salon de l'automobile de Los Angeles en novembre 2019, BMW présente les X5 et X6 en versions M (F95 et F96, respectivement) propulsés par le même moteur que la BMW M5 F90. Les deux modèles ont été lancés en avril 2020.

### Phase 2

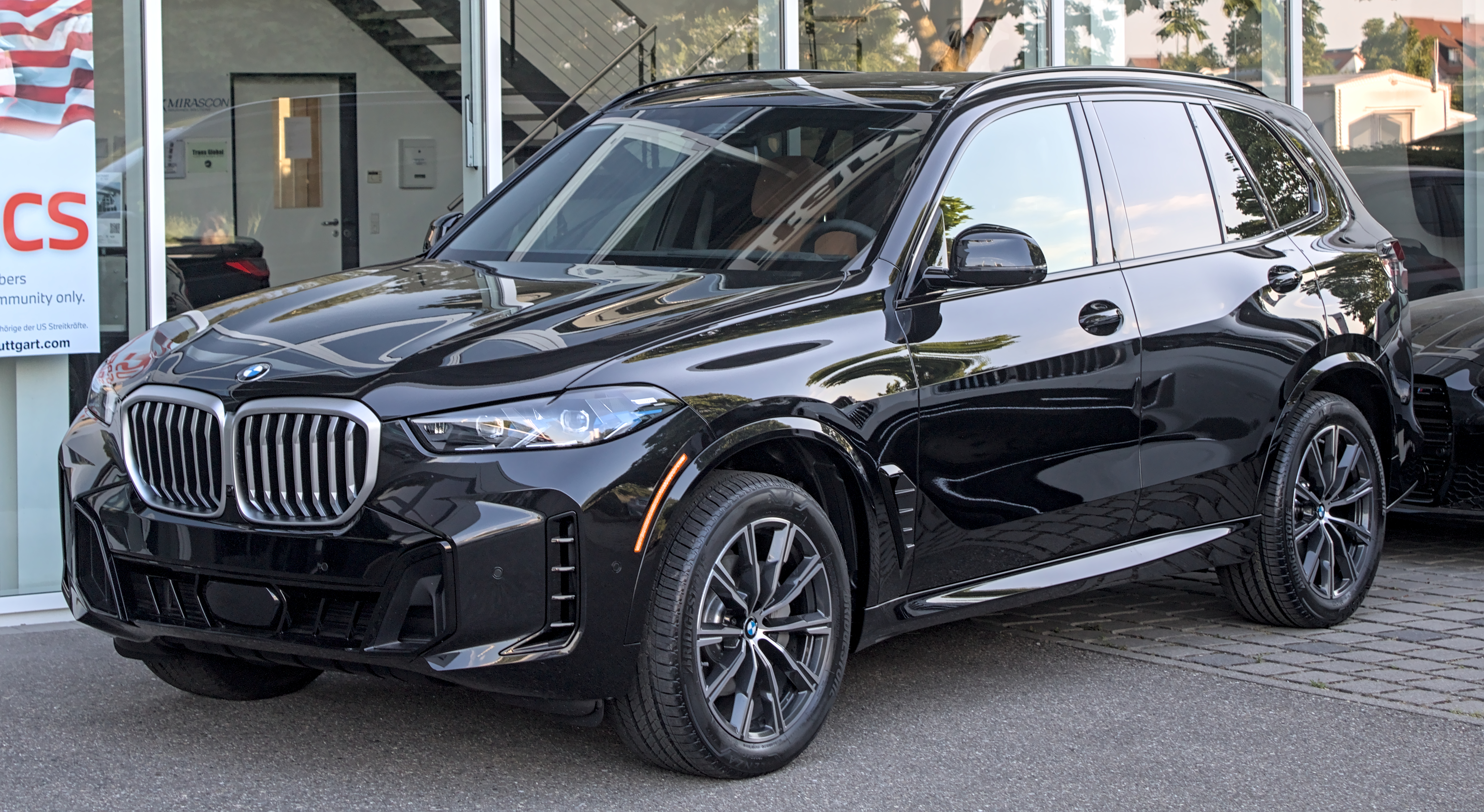
BMW X5 (restylée)

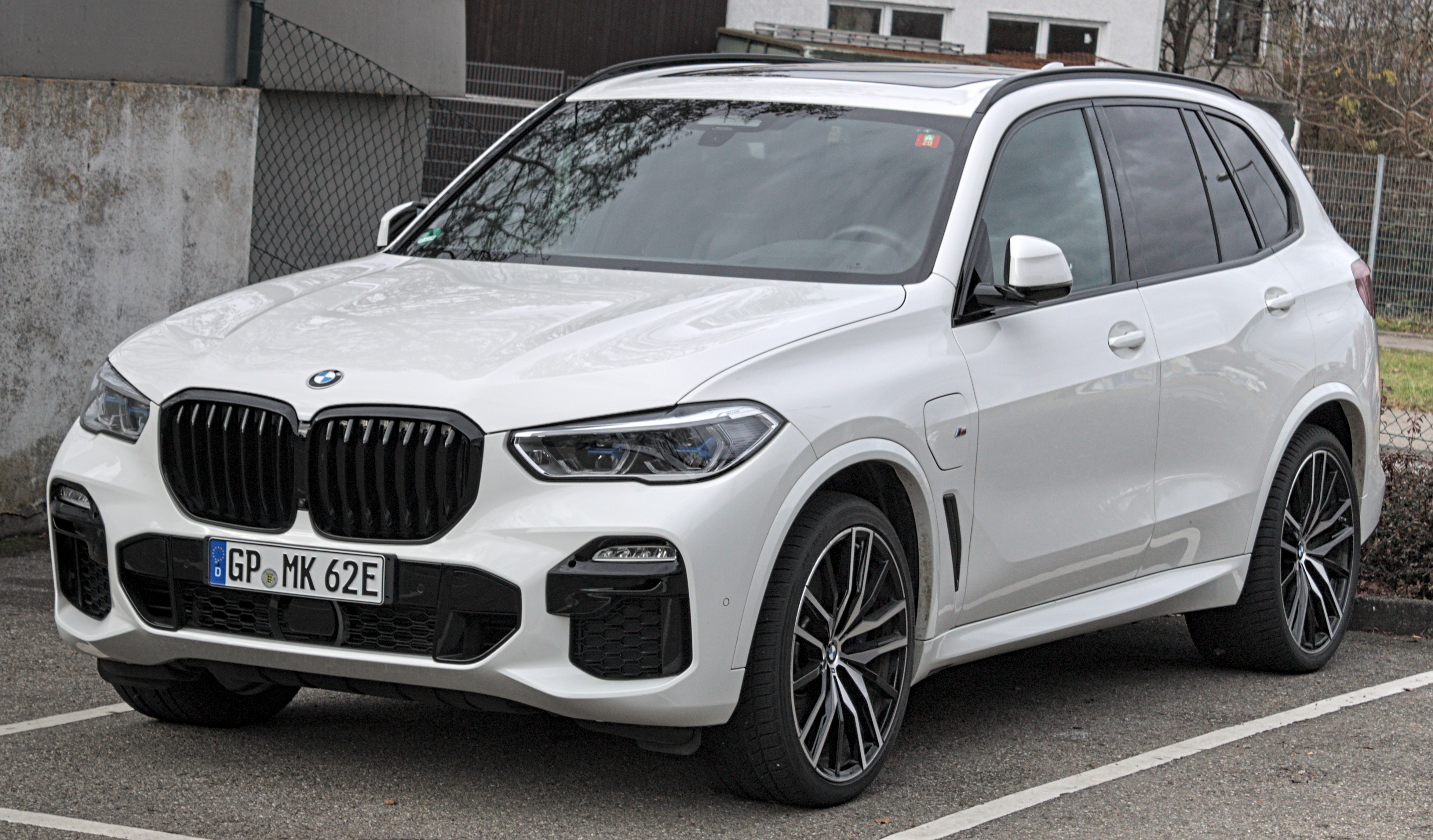
X5 xDrive45e

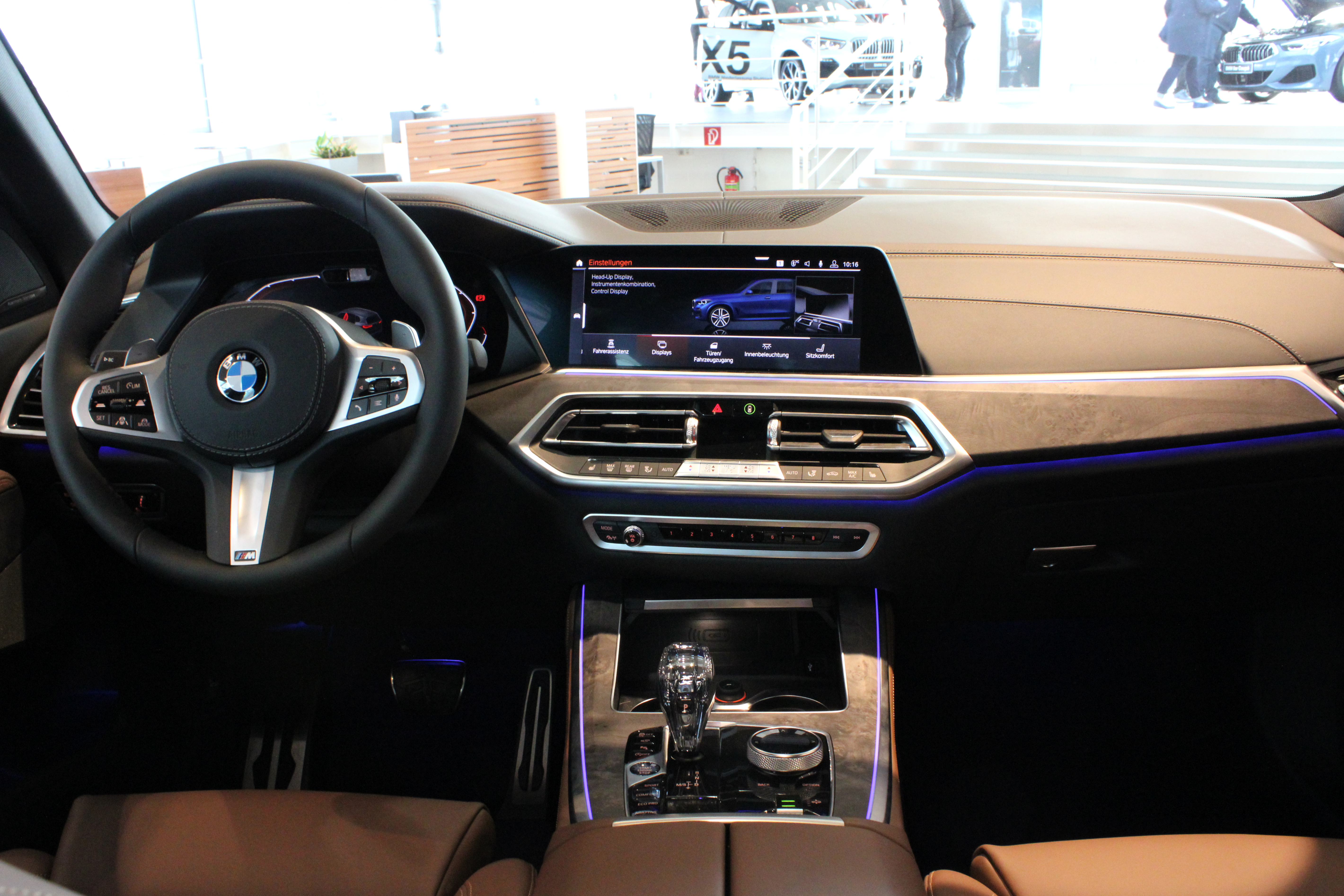
Tableau de bord

La quatrième génération de X5 est restylée au premier semestre 2023. Elle reçoit notamment un double écran à l'intérieur, le Curve Display, issu de la Série 4. La signature lumineuse et le bouclier à l'avant sont également revus.
Côté technique, tous les moteurs passent à l'hybridation légère, avec un bloc électrique de 12 ch. Le moteur diesel xDrive 30d est retouché, tandis que la version hybride rechargeable est renommée xDrive 50e et gagne 96 ch pour délivrer une puissance totale de 490 ch.

## Production
La production se déroule à l'usine BMW de Spartanburg, aux États-Unis. Le véhicule est assemblé à l'usine BMW brésilienne d'Araquari depuis mi-2019. Des kits Complete Knock Down servent de base pour finir les véhicules. Les véhicules blindés sont assemblés à l'usine de Toluca au Mexique. Plus de 165 000 véhicules ont été livrés en 2019 et 2020. Le X5 à empattement allongé est fabriqué en Chine depuis 2022 par BMW Brilliance Automotive.

## Technologie
Pour le G05, BMW utilise la plate-forme modulaire Cluster Architecture (CLAR), sur laquelle tous les futurs modèles de la Série 3 au BMW X7 seront construits.

### Carrosserie
L'empattement a été allongé de 42 mm par rapport à son prédécesseur. La carrosserie a à nouveau un hayon en deux parties, qui s'ouvre et se ferme désormais complètement électriquement (auparavant, uniquement le volet supérieur s’ouvrait électriquement).

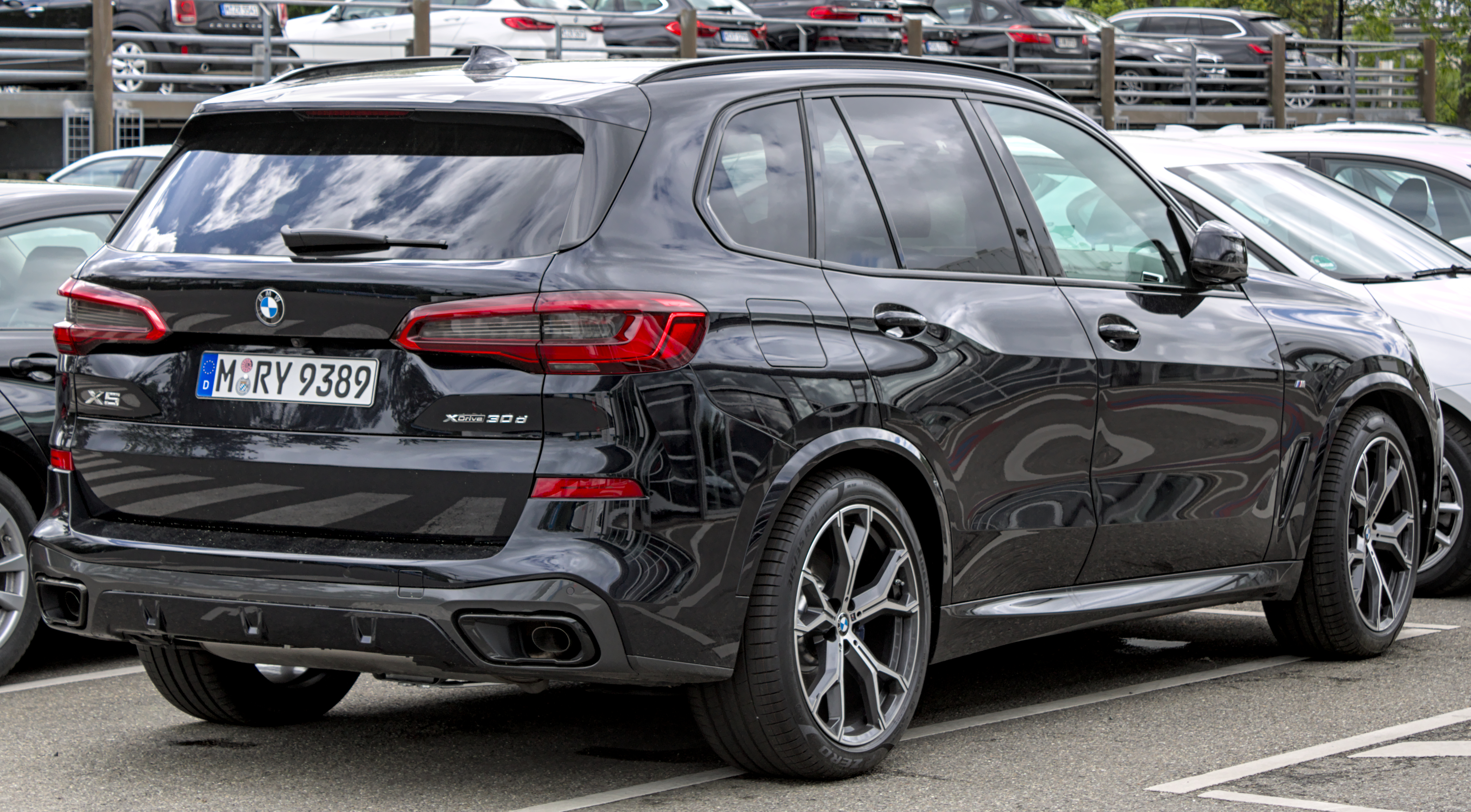
Vue arrière
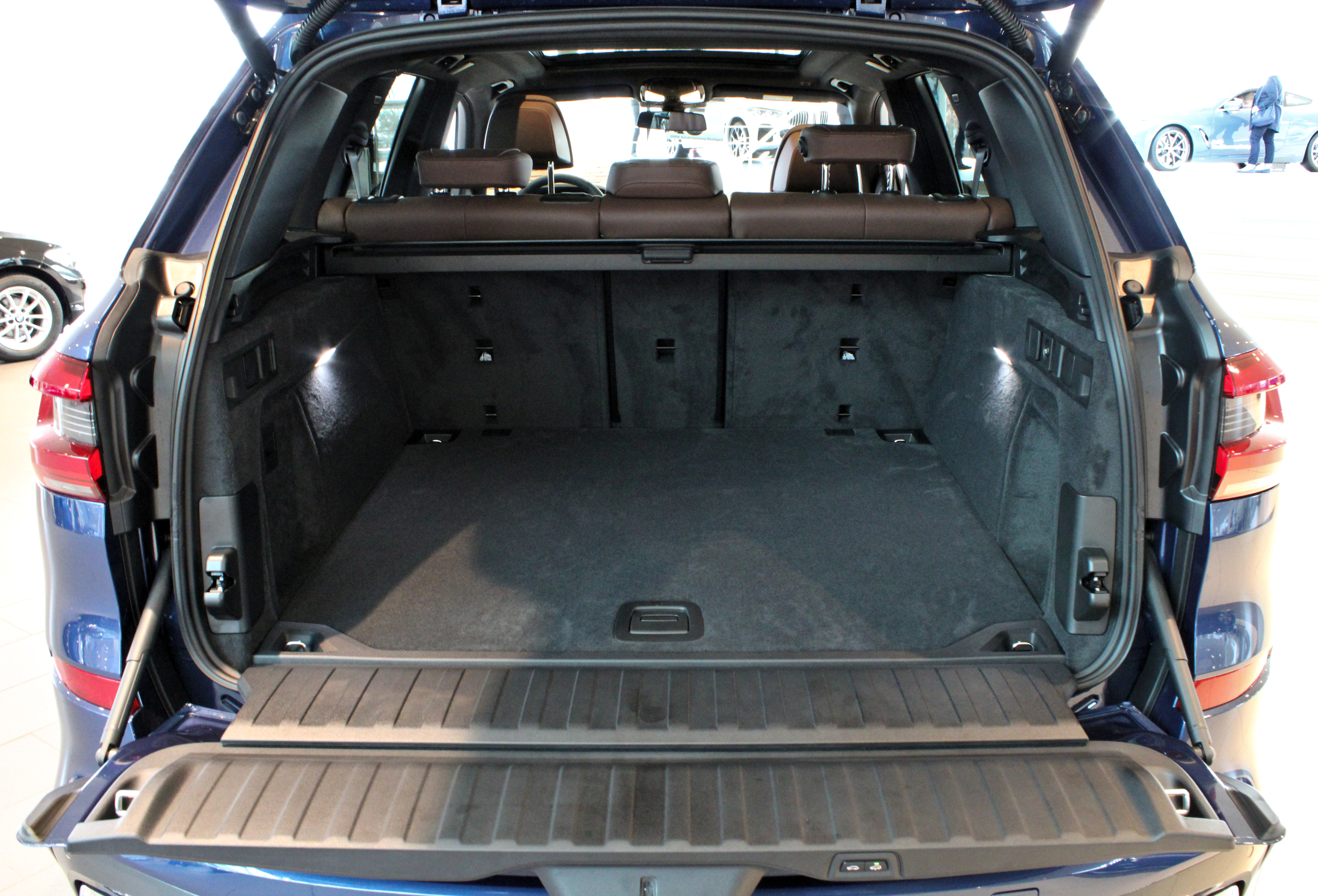
Coffre
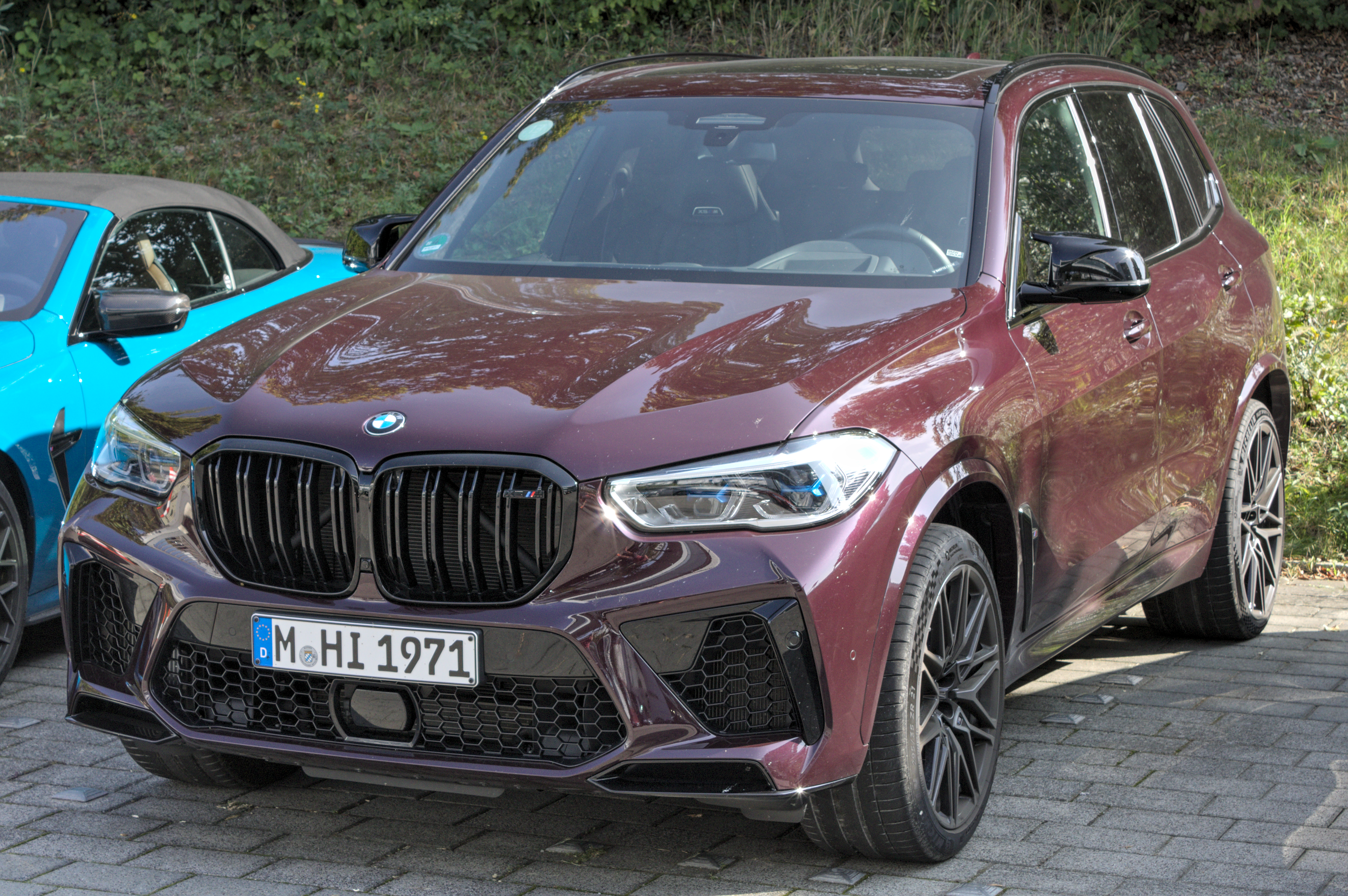
BMW X5 M Competition
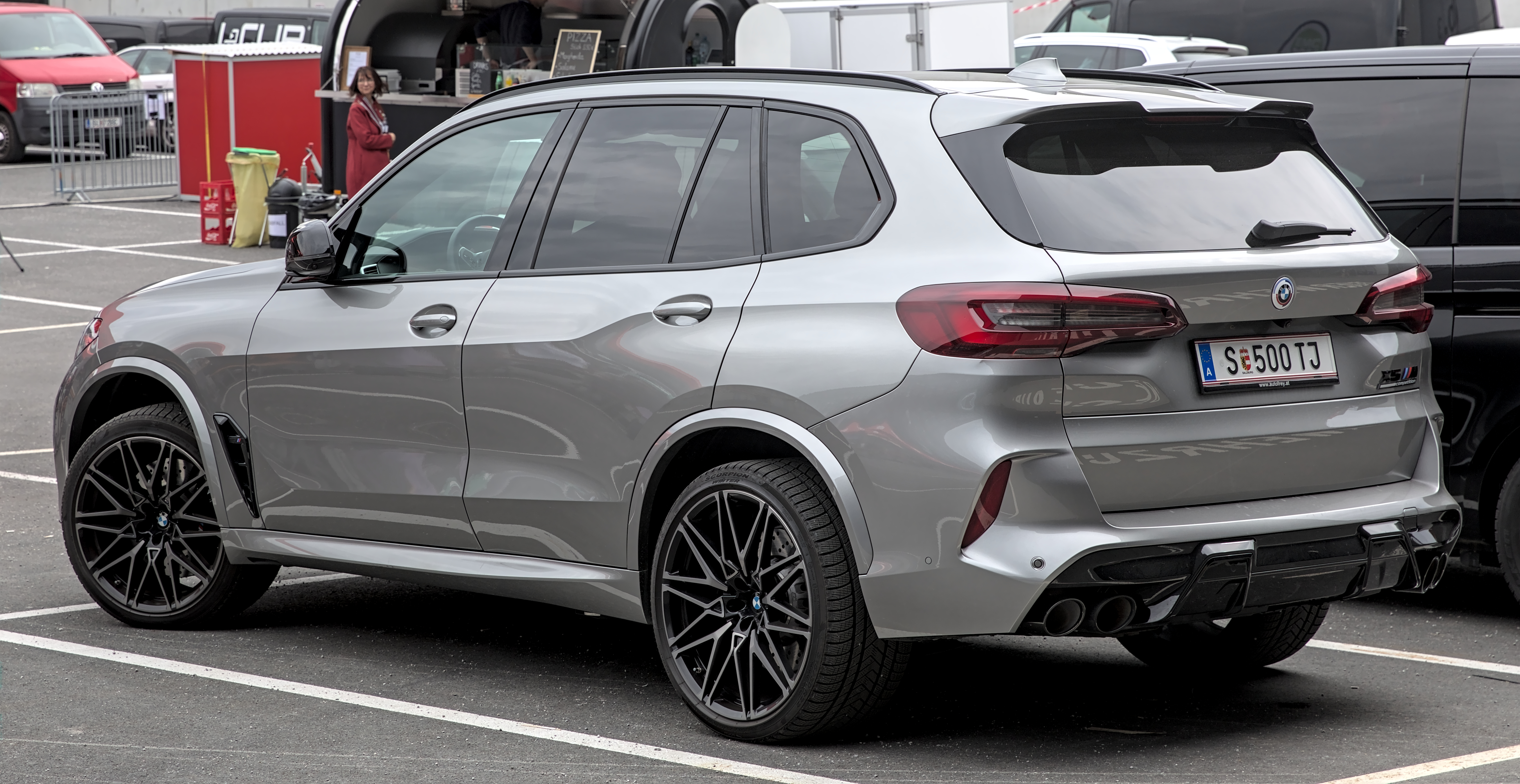
Vue arrière

Le coefficient de traînée le plus favorable est de 0,31 pour le 30d et de 0,32 pour les autres modèles; la surface frontale de ce X5 est de 2,90 m² (à titre d’exemple comparatif : la surface frontale du BMW X3 G01 est de 2,65 m² et celle de la Volkswagen Golf VII est de 2,19 m²).

### Intérieur
Une troisième rangée de sièges est disponible depuis 2019. Le coffre a une capacité de 645 l en configuration cinq places. Le tableau de bord est exclusivement équipé d'affichages numériques ("BMW Live Cockpit Professional"). Son système d'exploitation permet des mises à jour logicielles sans fil.

### Châssis
Le châssis est équipé de série d'amortisseurs adaptatifs et de ressorts en acier, et en option d'une suspension pneumatique pour les deux essieux avec une plage de réglage de 8 cm, qui peut être utilisée pour augmenter la garde au sol en tout-terrain. Les roues avant sont guidées sur des doubles triangles en aluminium, l'essieu arrière est un essieu à cinq bras en acier léger. Un blocage de différentiel et un essieu arrière directionnel sont disponibles sur demande. Toutes les roues ont des freins à disque ventilés. Des roues avec des diamètres de jante de 18 à 22 pouces sont possibles d’usine.

### Eclairage / équipement spécial

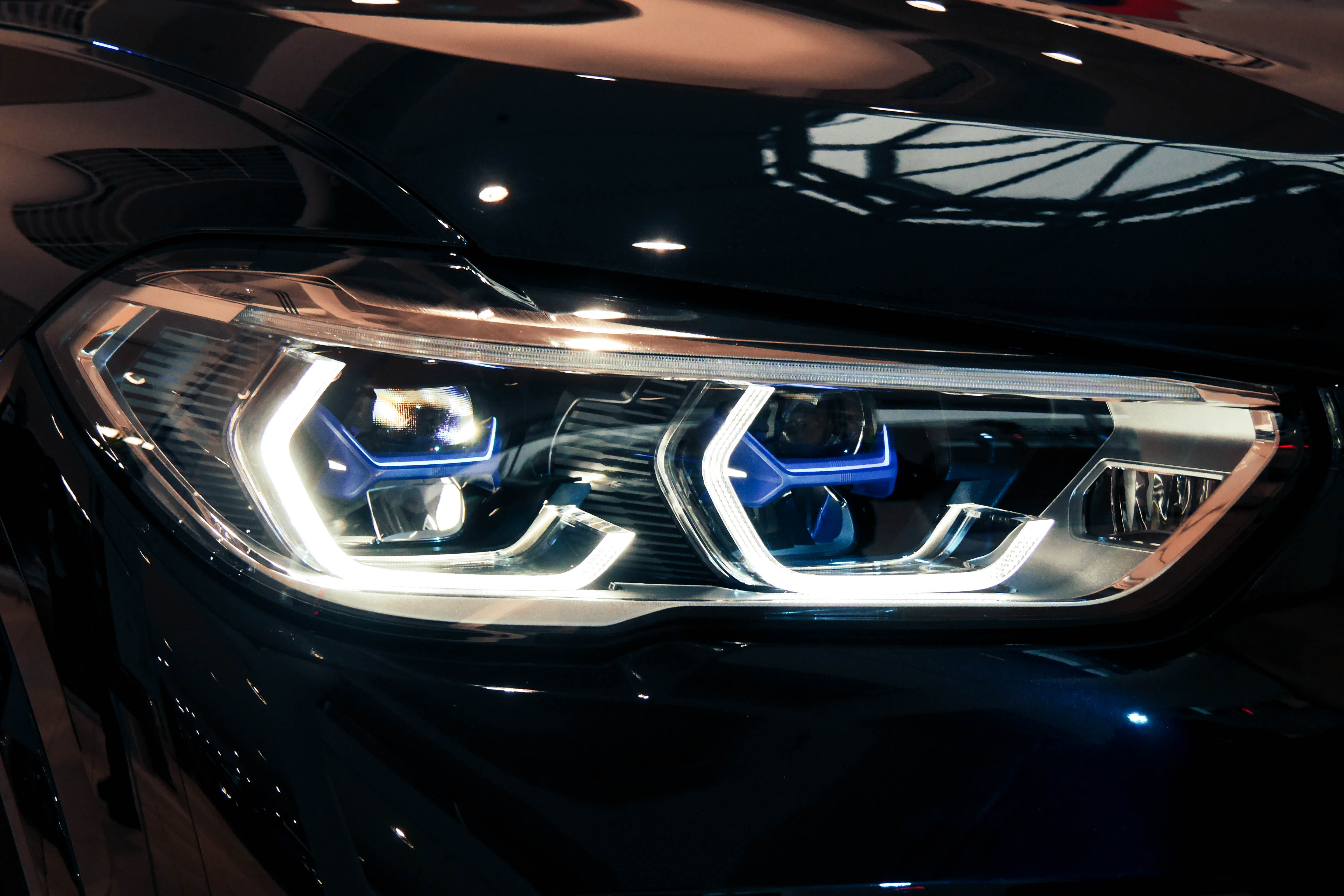
Phares du X5 avec lumière laser

Une autre particularité est la lumière laser : Les diode laser ne représentent qu'un dixième de la taille des LED conventionnelles. Néanmoins, ils brillent dix fois plus fort et donc deux fois plus loin – le feu de route devrait briller jusqu'à 600 mètres. Les faisceaux de diode laser bleu profond sont convertis en lumière blanche à une température de couleur de 5500 Kelvin avec l'aide d'un phosphore jaune. Cela correspond à la température de couleur de la lumière du jour.
Un orgue à senteurs et une verrière panoramique ("Sky Lounge") ornée de 15 000 éléments graphiques lumineux sont également disponibles. Un graphique imprimé sur le verre est éclairé latéralement par des éléments LED.

### Transmission et moteurs
Tous les moteurs proposés en Europe sont conformes à la réglementation antipollution Euro 6d-Temp. Le modèle à moteur essence V8 (xDrive50i) n'est pas proposé en Europe. La puissance est transmise par une transmission automatique ZF à huit rapports avec Steptronic. Les modèles pour la Chine, y compris le xDrive30i avec une puissance maximale de 195 kW à partir du moteur R4 de 2,0 l, qui est plus faible que les moteurs essence disponibles en Europe, sont conforme à la norme China VI et les modèles pour le marché nord-américain sont conforme à la norme Bin-125 -Norme.
Le G05 a été initialement lancé avec le moteur essence six cylindres B58 qui a été révisé en octobre 2018. En août 2019, la gamme a été élargie pour inclure la variante de modèle d'entrée de gamme xDrive25d avec un moteur Diesel quatre cylindres en ligne et le X5 M50i en tant qu'autre variante avec un moteur essence V8, qui a ici une puissance maximale de 390 kW (530 ch). Le modèle à moteur diesel d'une puissance maximale de 195 kW est appelé différemment selon le marché : en Europe, il s'appelle xDrive30d, au Japon, il s’appelle xDrive35d. Pour le marché russe, cependant, la puissance maximale du xDrive30d diffère et elle est de 183 kW.
Toutes les versions proposées en Europe sont équipées de la transmission intégrale XDrive. Un modèle avec un moteur essence et une propulsion arrière (sDrive40i) est également proposé aux États-Unis.
En plus du moteur essence d'une puissance maximale de 210 kW, le modèle hybride rechargeable, disponible depuis automne 2019, dispose d'une machine synchrone intégrée à la transmission avec une puissance de pointe de 83 kW. La batterie de propulsion d'une capacité nette d'environ 21 kWh permet d'obtenir une autonomie électrique de 67 à 87 km, selon la norme WLTP.
Les variantes du X5 M F95 sont propulsées par un moteur essence V8 biturbo à double volute d'une cylindrée de 4,4 l. Alors que le modèle le plus faible des deux a une puissance maximale de 441 kW, la version Competition, la plus puissante, a une puissance maximale de 460 kW.
Une autre variante avec un moteur diesel est disponible depuis mai 2020 : le xDrive40d. Il est équipé d’un moteur de 3,0 l avec un système hybride doux d'une puissance maximale de 250 kW, c'est-à-dire qu'il dispose d'un réseau supplémentaire de 48 V et d'un générateur de démarrage à courroie de 8 kW. Le moteur diesel est équipé d'un compresseur étagé dans lequel les compresseurs basse et haute pression ont des aubes directrices réglables. Pour le catalyseur a réduction catalytique sélective, il y a deux points dans le système d'échappement avec une unité de dosage pour ajouter de l’AUS 32,.

### Variante de protection spéciale

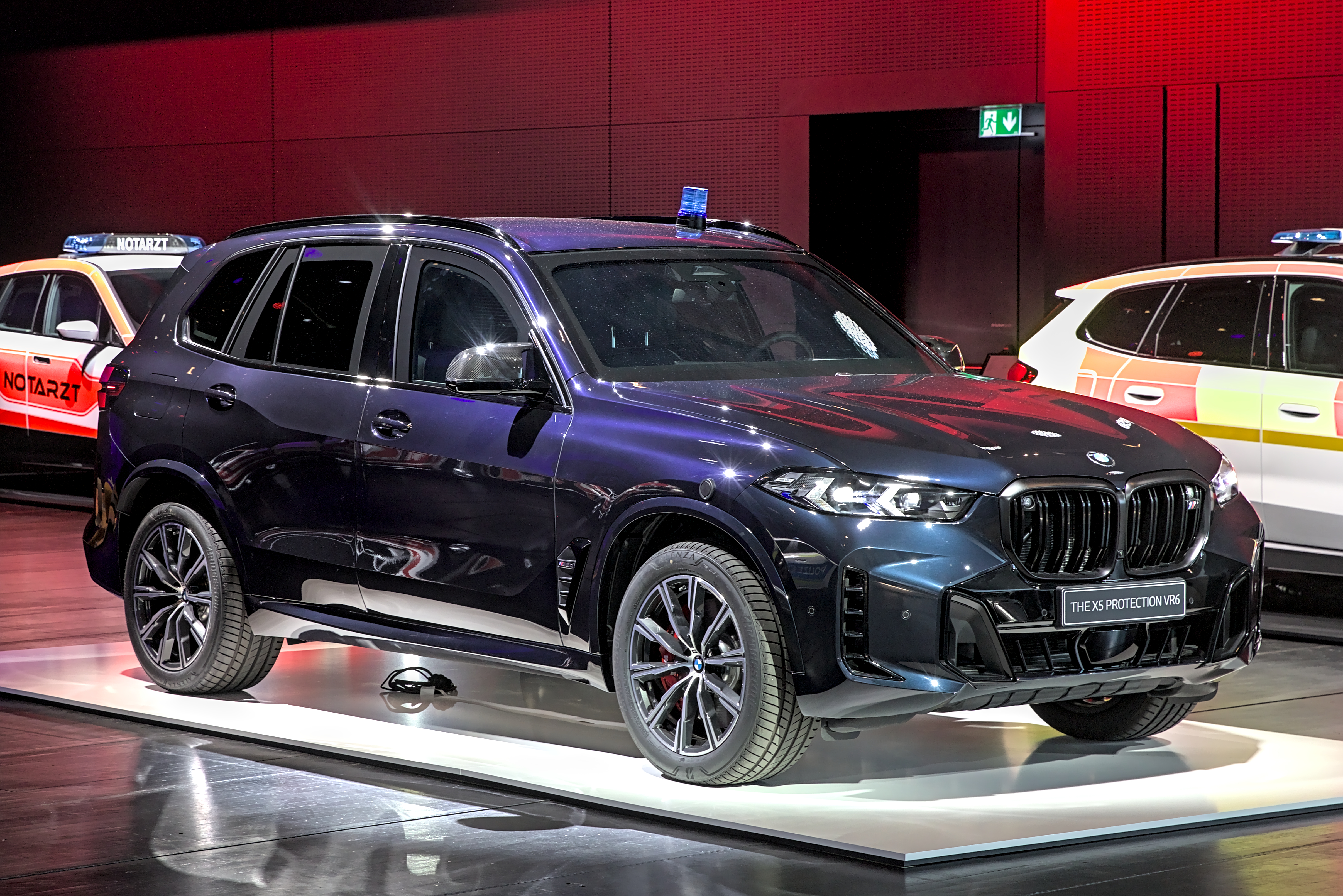
BMW X5 Protection VR6.

## Concept i Hydrogen Next

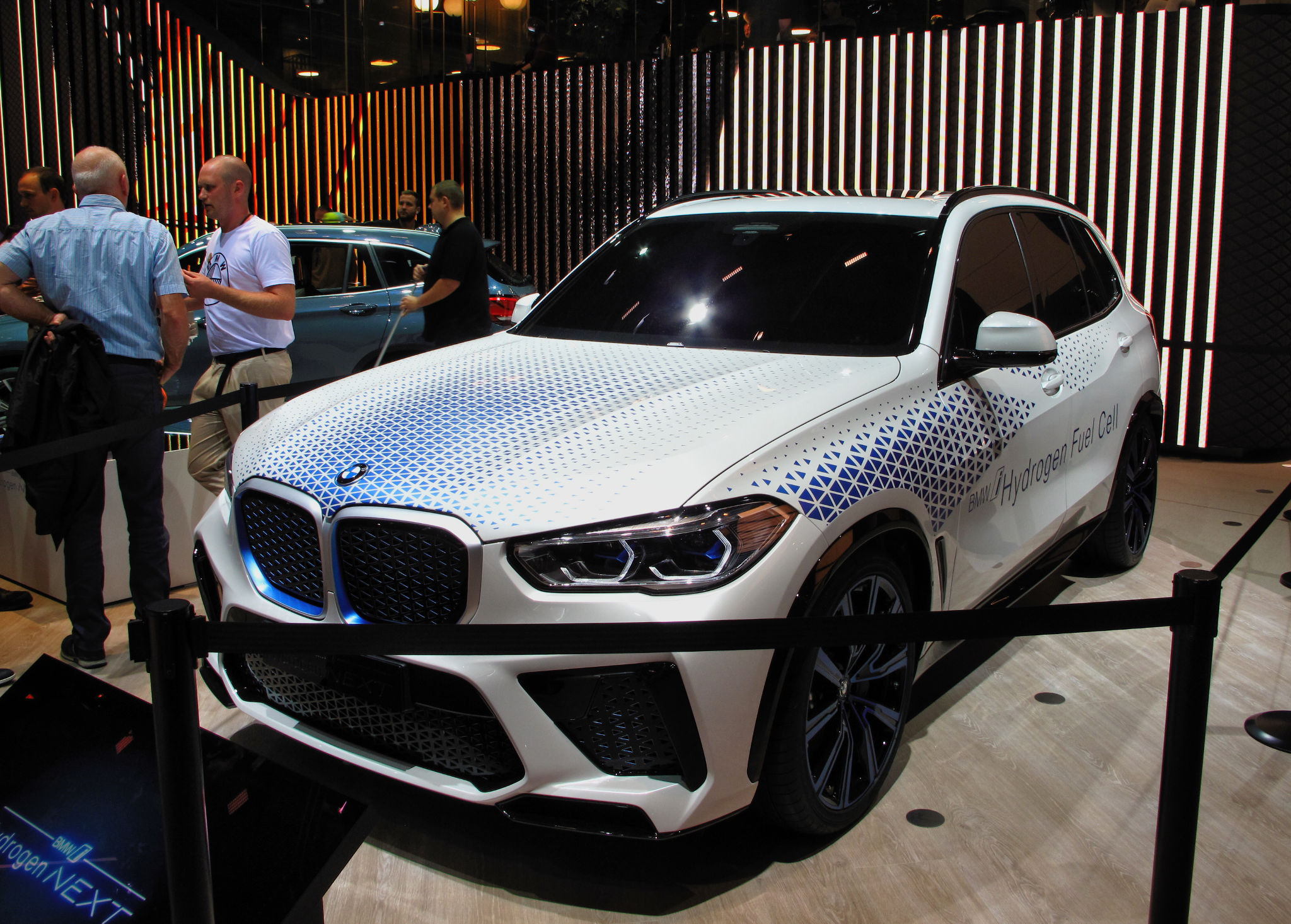
BMW i Hydrogen Next a l’IAA 2019.

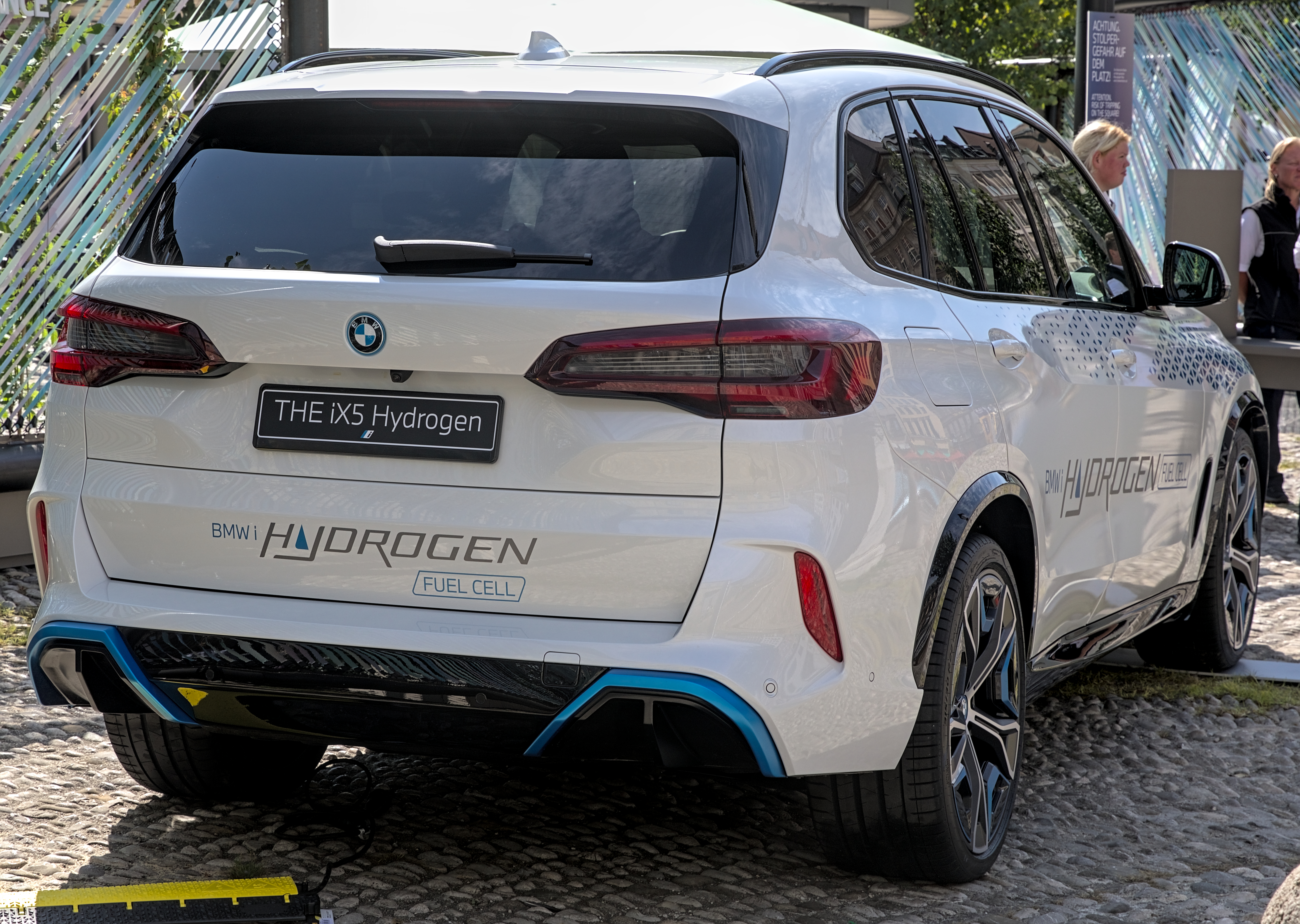
BMW iX5 Hydrogen a l’IAA 2021.

## Sécurité